# Одержимость миссис Хайд
Одержимость миссис Хайд (с англ. — «The Possession of Mrs. Hyde») — американский полнометражный порнофильм испанского режиссёра Акселя Брауна. Сценарий к фильму был написан Лассе, Акселем и Рикки Брауном.

## Сюжет
Сара Уолден берёт интервью у Валери Хайд, задавая вопрос о том, как она встретила своего мужа. Валери видит картинку из прошлого, как она, невинная, приезжает из колледжа, чтобы навестить свою мать Мэри и встретиться со своей подругой детства Мелани. Ночью подруги на улице видят девушку по имени Николь, убегающую от мужчины в толстовке, Валери пытается ей помочь, но становится жертвой изнасилования вместе с Николь.
Мэри обращается к своему работодателю доктору Джекиллу, чтобы помочь дочери, Джекилл даёт лекарство, высвобождающее альтер-эго Валери, которое является крайне похотливым.

## В ролях
- Эви Лав в роли Валери Хайд
- Сет Гэмбл в роли Эдварда Хайда
- Кенна Джеймс в роли Мелани Трамелл
- Джессика Дрейк в роли Сары Уолден
- Рейган Фокс в роли Мэри Рэйли
- Виктория Вокс в роли Николь
- Том Байрон в роли доктора Джекилла
- Рамон Номар в роли Марио
- Шарлотта Стокли в роли Кайлы
- Алекс Легенд в роли Паскаля
- Дастин Дэринг в роли Джона Престона Хила

## Список сцен
1. Кенна Джеймс, Виктория Вокс и Сет Гэмбл[2]
2. Эви Лав и Рамон Номар[3]
3. Эви Лав и Шарлотта Стокли[4]
4. Эви Лав и Сет Гэмбл[5]
5. Рейган Фокс, Алекс Легенд и Рамон Номар[6]

## Производство
26 июня 2018 года режиссёр и продюсер фильма Аксель Браун объявил о скорых съёмках полнометражного фильма, спустя 15 лет после выхода его первого полнометражного фильма «Принуждение» в 2003 году. Сценарий к фильму начал писаться в 1988 году Лассе Брауном, вскоре к проекту присоединился его сын Аксель, а спустя время и его внук Рикки. По первоначальной задумке действия фильма должны были происходить в Лондоне в викторианскую эпоху. За основу сценарий была взята книга «Странная история доктора Джекила и мистера Хайда» Роберта Стивенсона, повествование которой Аксель Браун взялся «расширить», а также ответить на некоторые вопросы. 25 сентября Аксель Браун заявил, что фильм будет выпущен на сайте Wicked 30 сентября. 30 сентября 2018 года вышел трейлер фильма, а также состоялся релиз. 2 марта 2019 состоялся релиз фильма на DVD.

## Отзывы
Дж. В. Шарп из Xcritic оценил фильм положительно, за чёрно-белый стиль, использованный в фильме, автор назвал режиссёра Акселя Брауна смелым, а сценарий — сложным и захватывающим. В конце своей рецензии автор поблагодарил Акселя Брауна и Wicked Pictures за смелость.

## Награды и номинации
| Год  | Церемония        | Результат | Номинация                                             | Получатель(-и)                          | Примечания |
| ---- | ---------------- | --------- | ----------------------------------------------------- | --------------------------------------- | ---------- |
| 2019 | XRCO Award       | Номинация | Лучший релиз                                          | н/д                                     | [ 13 ]     |
| 2019 | XRCO Award       | Победа    | Лучшая актриса                                        | Эви Лав                                 | [ 14 ]     |
| 2019 | XCritic Award    | Номинация | Лучшая актриса                                        | Эви Лав                                 | [ 15 ]     |
| 2019 | NightMoves Award | Номинация | Лучшая полнометражная постановка                      | н/д                                     | [ 16 ]     |
| 2019 | AVN Award        | Победа    | Лучший боевик/триллер                                 | н/д                                     | [ 17 ]     |
| 2019 | AVN Award        | Победа    | Лучшая сцена с девушкой и парнем                      | Эви Лав и Рамон Номар                   | [ 17 ]     |
| 2019 | AVN Award        | Победа    | Лучший режиссёр — полнометражный фильм                | Аксель Браун                            | [ 17 ]     |
| 2019 | AVN Award        | Победа    | Лучший сценарий                                       | Лассе Браун, Аксель Браун и Рикки Браун | [ 17 ]     |
| 2019 | AVN Award        | Победа    | Фильм года                                            | н/д                                     | [ 17 ]     |
| 2019 | AVN Award        | Номинация | Лучшая женская роль — полнометражный фильм            | Эви Лав                                 | [ 18 ]     |
| 2019 | AVN Award        | Номинация | Лучшая операторская работа                            | Хэнк Хоффман и Аксель Браун             | [ 18 ]     |
| 2019 | AVN Award        | Номинация | Лучшая маркетинговая кампания — Индивидуальный проект | н/д                                     | [ 18 ]     |
| 2019 | AVN Award        | Номинация | Лучшее несексуальное выступление                      | Том Байрон                              | [ 18 ]     |
| 2019 | XBIZ Award       | Номинация | Художественный фильм года                             | н/д                                     | [ 19 ]     |
| 2019 | XBIZ Award       | Номинация | Лучший актёр — полнометражный фильм                   | Сет Гэмбл                               | [ 19 ]     |
| 2019 | XBIZ Award       | Номинация | Лучшая актриса второго плана                          | Кенна Джеймс                            | [ 19 ]     |
| 2019 | XBIZ Award       | Номинация | Лучшее несексуальное выступление                      | Том Байрон                              | [ 19 ]     |
| 2019 | XBIZ Award       | Номинация | Лучшая сексуальная сцена — Полнометражный фильм       | Эви Лав и Сет Гэмбл                     | [ 19 ]     |
| 2019 | XBIZ Award       | Номинация | Лучшая сексуальная сцена — Для всех девушек           | Эви Лав и Шарлотта Стокли               | [ 19 ]     |
| 2019 | XBIZ Award       | Номинация | Лучший сценарий                                       | н/д                                     | [ 19 ]     |
| 2019 | XBIZ Award       | Номинация | Лучшая операторская работа                            | н/д                                     | [ 19 ]     |
| 2019 | XBIZ Award       | Номинация | Лучшее художественное направление                     | н/д                                     | [ 19 ]     |
| 2019 | XBIZ Award       | Номинация | Лучшая музыка                                         | н/д                                     | [ 19 ]     |
| 2019 | XBIZ Award       | Номинация | Лучший монтаж                                         | н/д                                     | [ 19 ]     |
| 2019 | XBIZ Award       | Победа    | Лучшая актриса — полнометражный фильм                 | Эви Лав                                 | [ 20 ]     |

### Комментарии
1. ↑  предположительно весь процесс происходит в её голове